# 永菅藤市
永菅 藤市（1899年1月7日 - ?）は、日本の柔術家である。

## 経歴
1899年1月7日（明治32年に兵庫県神崎郡甘地荘に生まれる。
郷里の学校を卒業して上京し、京橋区南紺屋町の田子信重に就いて天神真楊流柔術と整骨を学ぶ。
後に天神真楊流免許皆伝に至り、1922年（大正11年）警視庁で整骨検定に合格した。
兵庫県に帰郷し神武館を開いて門人に天神真楊流を教授する傍ら整骨治療に従事した。